# История алкогольных напитков

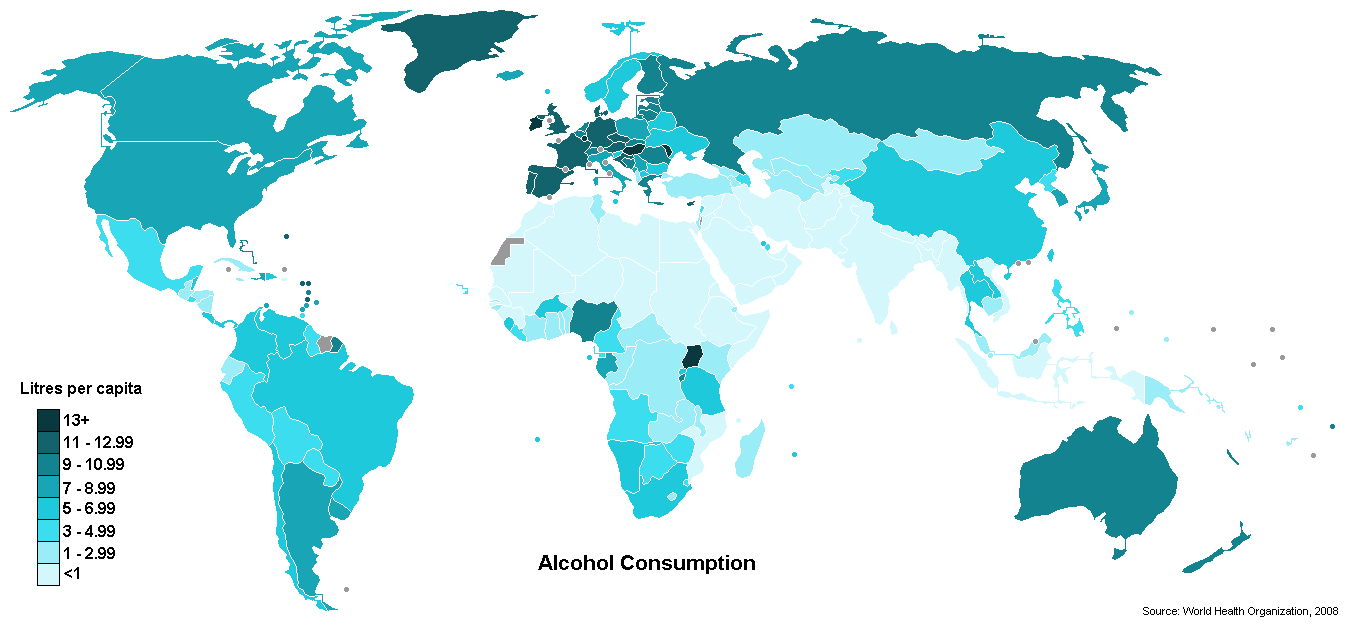
Карта потребления алкоголя на душу населения (15+) в литрах чистого спирта (2008)

В истории человечества алкогольные напитки занимают особое место. Производство алкогольных напитков и их употребление отражает культурные и религиозные особенности населения разных стран.
Обнаруженные сосуды каменного века с остатками ферментированных напитков позволяют судить о том, что производство и употребление алкогольных напитков существовало уже в эпоху неолита.

## Археологические свидетельства
Старейшие свидетельства приготовления ферментированных напитков относятся к эпохе X тысячелетия до н. э.[уточнить].
Одни из древнейших сосудов со следами алкоголя были найдены в неолитической деревне Цзяху в провинции Хэнань Китая. Согласно исследованию, опубликованному в трудах Национальной академии наук, химический анализ подтвердил наличие остатков сброженного напитка, сделанного из винограда, боярышника, мёда и риса в 7000-6650 годах до нашей эры. Это примерно то время, когда на Ближнем Востоке начали производить ячменное пиво и виноградное вино.
По данным археологии, в Месопотамии (впоследствии Вавилон, нынешний Ирак) алкогольные напитки употребляли уже около 5000 лет до н. э..
Виноделие возникло после освоения людьми виноградарства — культивирования винограда; это произошло в эпоху неолита.
Виноделие начало развиваться около 6000 лет до нашей эры в районе Закавказья, Восточной Анатолии и севера гор Загрос (современный Иран).
На территории Ирана в районе Хаджи-Фируз, заселённом 7000 лет назад, нашли кувшин с остатками веществ, которые однозначно указывали на виноградное вино. Он был датирован 5400-5000 гг. до н. э. По состоянию на 2009 год это была самая древняя находка, указывающая на производство вина. Считается, что уже тогда был выращен вид винограда, аналогичный современному Vitis vinifera, из которого изготавливают и большинство современных вин. Виноделие применялось в целях хранения скоропортящихся сортов винограда. Был ли получающийся напиток предназначен для опьянения, не известно..
Виноделие распространялось на соседние регионы, проникая в Месопотамию, на Кипр и в Грецию.
В Древнем Египте алкогольные напитки (вино) употребляли по крайней мере с 3150 г. до н. э..
На территории Греции обнаружены следы целенаправленной прессовки винограда, относящиеся к 5 тыс. до н. э., что может служить свидетельством раннего производства вина в этом регионе.
В 2010 году в Армении, в пещерах вблизи села Арени (пещера Арени-1) обнаружена древнейшая из известных виноделен, датированная 4100-4000 гг. до н. э..
В древней Индии в 3000 до н. э. — 2000 г. н. э. готовился напиток Сура из рисовой муки, пшеницы, сахарного тростника, винограда и других фруктов.
В доиспанской Мексике алкогольные напитки употребляли около 2000 года до н. э., и около 1500 г. до н. э. — в Судане.
В 1980 году в гробнице в Синьяне (провинция Хэнань, Китай) обнаружили 2 целые бутылки с вином, разлитым в 1300 г. до н. э. Это вино считается самым старым в мире.

## Древний период
Об употреблении алкоголя в лечебных целях было написано в шумерских и египетских текстах, датируемых примерно 2100 годом до нашей эры.
Древнейший шумерский миф о сотворении первых людей объясняет несовершенство людей тем, что творившие их из глины божества Энки и Нинмах были пьяны от выпитого на пиру пива.

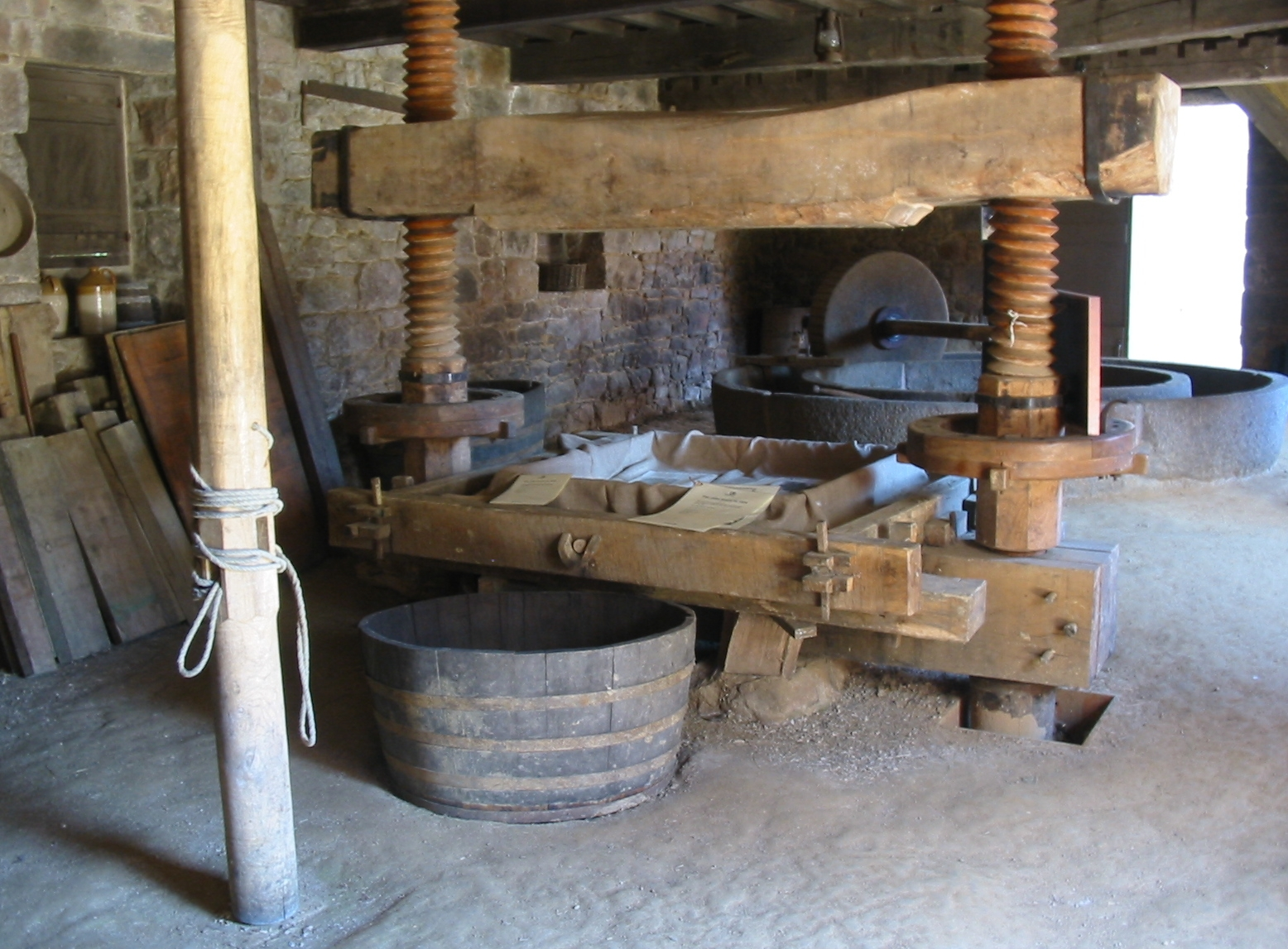
Традиционный пресс для сидра

### Древний Ближний Восток

#### Вавилон
Уже в 2700 году до н. э. в древней Месопотамии поклонялись богине вина и другим винным божествам. Пиво было основным напитком в Вавилонии, вавилоняне регулярно подносили богам пиво и вино. В Кодексе Хаммурапи около 1750 г. до н. э. алкоголю и трактирам посвящены 4 закона из 282. Кодекс в основном касался вопросов торговли алкоголем и правил для трактиров. В нём ничего не говорилось о нормах употребления спиртного.

#### Египет

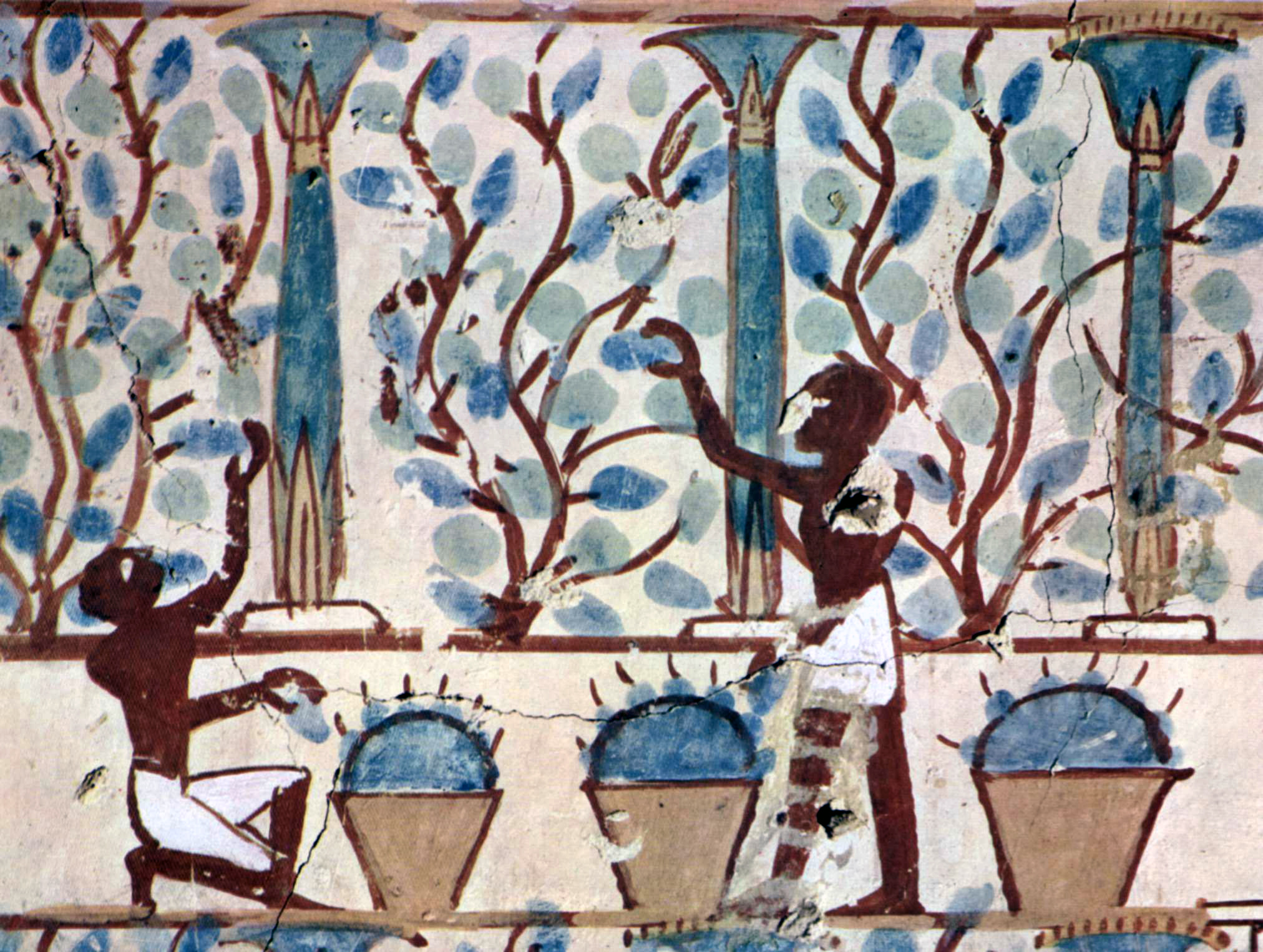
Египтяне собирают урожай фруктов для производства вина. худ. Maler der Grabkammer des Nebamun, около 1422—1411

Пивоварение в Древнем Египте началось в городе Иераконполис около 3400 года до н. э.; здесь находятся останки старейшего пивоваренного завода. В стране почитался бог Осирис — бог вина, возрождения, царь загробного мира, судья душ усопших.
В Египте пиво и вино обожествлялись и предлагались в подношениях богам. Погреба и давильни имели божественного покровителя, чей иероглиф означал давильню. Древние египтяне знали, по меньшей мере, 17 видов пива и по крайней мере 24 сорта вина. Наиболее распространённый тип пива был известен как «хек», оно было сладким и крепким. Пиво пили даже чернорабочие; финансовая отчётность того времени показывает, что строителям пирамид в Гизе выделялась ежедневно четыре трети галлона пива. Алкогольные напитки использовались для питания, в медицинских и ритуальных целях, для вознаграждения и погребальных целей. Напитки для погребальных целей хранили в гробницах умерших для их употребления в загробной жизни.

#### Персия (Иран)
Важным шагом вперёд в понимании вопросов виноделия в эпоху неолита был анализ желтоватого осадка в сосудах, раскопанных Мэри М. Фойгтом в северных горах Загрос в Иране. Были найдены банки объёмом около 9 литров, которые когда-то содержали вино. Банки были встроены в земляной пол вдоль стены «кухни» неолитического глинобитного дома, датированного около 5400—5000 г. до нашей эры. Виноделие применялось в целях хранения скоропортящихся сортов винограда. Был ли получающийся напиток предназначен для опьянения или для питания, не известно.

#### Древний Израиль
Натуфийская культура (ок. 13 000 лет назад) на территории современного Израиля оставила археологические свидетельства одного из первых в мире производств алкогольных напитков. В пещере Ракефет на горе Кармель были найдены каменные ступки с остатками зерновой массы, подвергавшейся ферментации. Это указывает на использование примитивного пива в ритуальных пиршествах ещё до появления сельского хозяйства.
С развитием земледелия в неолите началось виноделие, предположительно в IV—III тыс. до н. э. Виноград и продукты его переработки стали основой сельского хозяйства в регионе.
Виноградники возводились на террасах, а рядом устраивались гаты (давильни) и цистерны (йекев), высеченные в скале. Сбор винограда сопровождался пением и весельем, о чём упоминается в Кн. Судей 9:27, Исайи 16:10 и Иеремии 25:30.
Помимо классического виноградного вина, в Древнем Израиле существовало и фруктовое (из гранатов, фиников и др.), а также ячменное пиво, традиционное для Ближнего Востока.
Вино играло важную роль в религиозной жизни:
четыре бокала вина — обязательный элемент пасхального седера;
вино использовалось при жертвоприношениях (возлияние на жертвенник);
в Талмуде упоминалось как благоприятное для здоровья в умеренных количествах.
Библия описывает Ноя как «первого виноградаря» (Быт. 9:20). В тексте фигурируют различные термины для обозначения вина: яин (вино), тирош (молодое вино), шехар (пенный напиток), хемер и другие.

### Индия
Алкогольные напитки в долине Инда появились в эпоху Энеолита. В 3000-2000 гг до н. э. здесь готовился напиток Сура. Приготовленный из рисовой муки, пшеницы, сахарного тростника, винограда и других фруктов, этот напиток был популярен среди представителей второй по значимости (после брахманов) варны древнеиндийского общества, состоящей из владетельных воинов — Кшатриев и среди крестьянского населения[уточнить]. Сура считается излюбленным напитком Индры.
В индуистских Аюрведических текстах описывается употребление алкогольных напитков, последствия интоксикации и алкогольные заболевания. Аюрведические тексты повествуют, что алкоголь является лекарством, если его употреблять в меру, и ядом, если его употреблять в избытке. Большинству людей в Индии и Китае в то время было запрещено употреблять алкоголь.
В Древней Индии Ведическая литература предполагает употребление алкоголя жрецами.
Два великих индуистских эпоса Рамаяна и Махабхарата описывают употребление алкоголя.

### Китай
Самые ранние свидетельства об употреблении алкоголя в Китае датируются около 7000 г. до нашей эры. В Китае издавна делали рисовую медовуху путём сбраживания риса, мёда и фруктов. В северных провинциях Хуанхэ делали вино из проса. Во времена династии Чжоу алкоголю придавалось большое значение. Потеря Небесного мандата в династиях Ся и Шан произошла во многом благодаря алкоголизму императоров. Эдикт от 1116 г. до н. э. предписывал употребление алкоголя в умеренных количествах.
В отличие от традиций Европы и Ближнего Востока, в Китае до появления письменности отказывались от производства виноградных вин. В династии Хан отказались от пива в пользу вина и других видов рисового алкоголя. Алкоголь крепости около 20 градусов обычно употреблялся подогретым, с ароматизированными добавками, как часть традиционной китайской медицины. «В древние времена люди всегда пили во время траурных церемоний, во время принесения жертвоприношения богам, во время празднования побед, принесения присяги, во время участия в церемониях рождения, бракосочетания и др. Марко Поло свидетельствует, что с XIV века производство вина здесь являлось одним из крупнейших источников дохода.
Алкогольные напитки широко использовались во всех слоях китайского общества как источник вдохновения, для приёма гостей, как средство от усталости, а порой вовсе не по назначению. С 1100 г. до н. э. по 1400 год нашей эры в Китае сорок один раз принимались и отменялись законы по запрету изготовления спиртных напитков. Однако, запретить или обеспечить полное воздержания от употребления спиртных напитков было не под силу даже мудрецам».

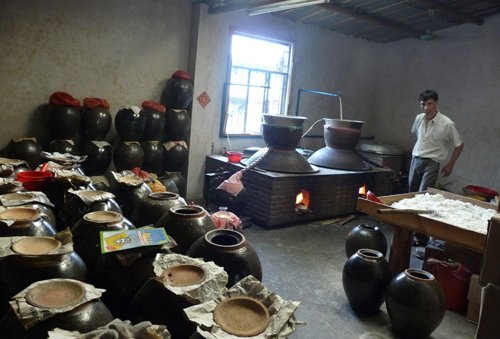
Винокурня в китайском семейном сельском отеле. Провинция Гуандун (КНР)

Байцзю представляет собой традиционный китайский алкогольный напиток со специфическим запахом, близкий русской водке. Байцзю делали ароматизированные и неароматизированные. Среди китайцев этот напиток пользуется наибольшим спросом. Сырьём для байцзю служит зерно злаковых культур: гаоляна (сорго), чумизы, кукурузы, риса, пшеницы и др. В старом Китае байцзю пили в горячем виде из маленьких чашечек c обильной закуской. Тепло позволяло испариться сивушным маслам, содержащимся в напитке.

### Греция

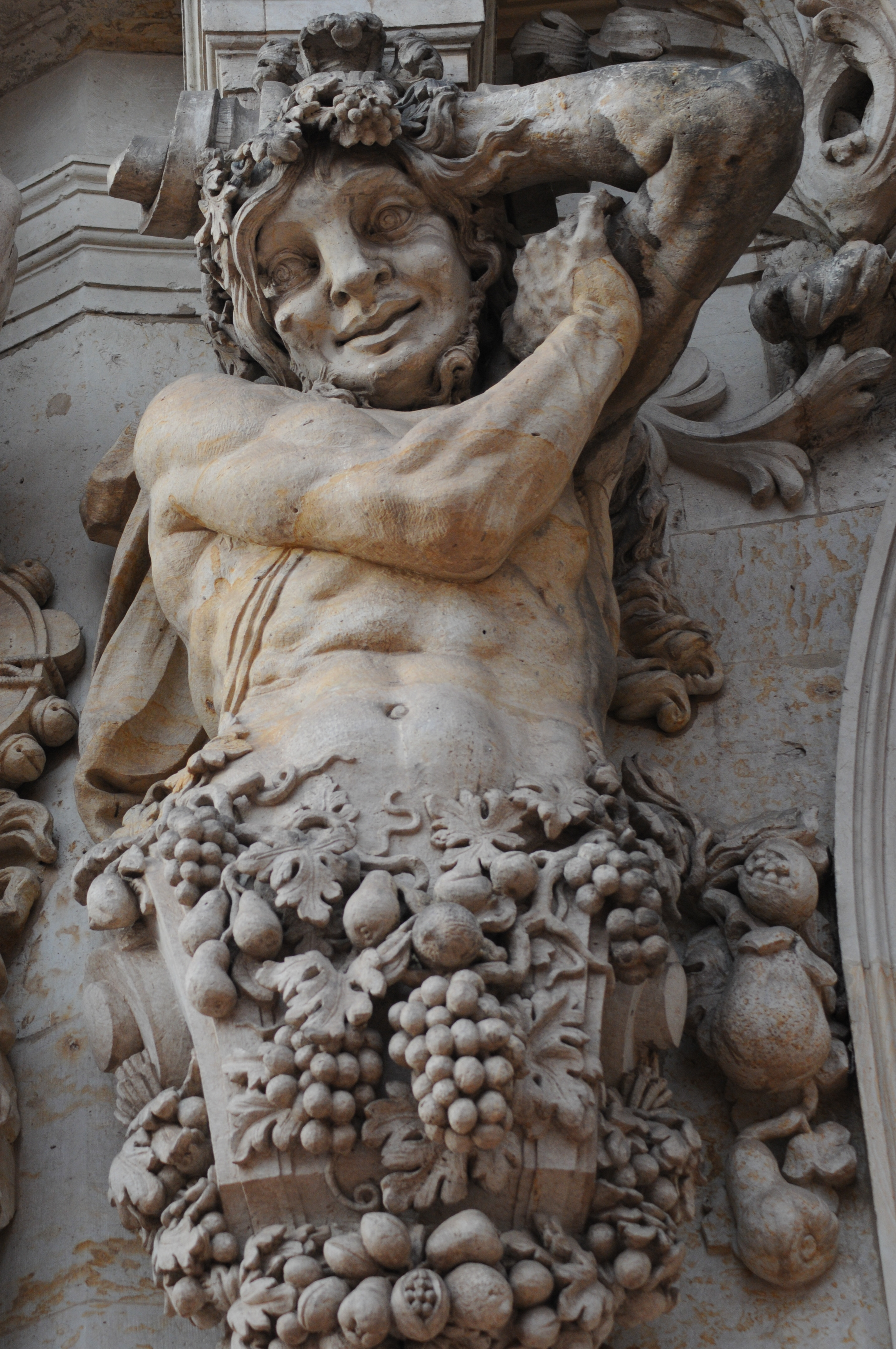
Древнегреческий бог виноделия Дионис

Искусство виноделия дошло до греческого полуострова около 2000 г. до н. э. Первым алкогольным напитком, получившим широкую популярность в Греции, был медовый, напиток из мёда и воды. Однако уже к 1700 году до нашей эры, виноделие в Греции стало обычным делом. В течение следующих тысяч лет вино выполняло одну и ту же функцию: оно было включено в религиозные ритуалы. Оно стало важным напитком для приёма гостей, в медицинских целях, стало неотъемлемой частью ежедневной трапезы. Вино пили тёплым и охлаждённым, чистым и разбавленным водой, простым и с пряностями. Вина считались настолько важными для греков, что их употребление считалось отличительной чертой греческой культуры; те, кто не пил вино, считались варварами.
Греки были одними из самых умеренных в употреблении вина народов. Это, видимо, было связано с их правилами умеренного употребления алкоголя, их традициями умеренности во всём. Исключением из этих традиций был культ Диониса, когда считалось, что опьянение приближает людей к их божеству.
В то время бытовое пьянство было редким явлением, опьянение же на пирах и праздниках было обычным делом. Такая важная составляющая мужского времяпрепровождения у греков, как симпосии, как правило, заканчивалась пьянством. В Древней греческой литературе нет сведений о пьянстве среди греков, однако на это есть ссылки от других народов.
Философы Ксенофонт (431—351 до н. э.) и Платон (429—347 до н. э.) высоко ценили умеренное употребление вина и считали, что оно благотворно влияет на здоровье людей, но оба они указывали на проблемы пьянства. Платон считал, что никто в возрасте до восемнадцати лет не должен пить вино. Гиппократ (около 460—370 до н. э.) выявил целебные свойства вина, которое уже давно использовалось в терапевтических целях. Аристотель (384—322 гг. до н. э.) и Зенон (около 336—264 до н. э.) также критиковали пьянство.
Македоняне рассматривали невоздержанность как признак мужественности и были хорошо известными пьяницами.
Вино употреблялось в классической Греции на завтрак, во время проведения симпозиумов, в I веке до н. э. оно употреблялось большинством римских граждан. Греки и римляне, как правило, пили разбавленное вино (1 часть вина и около 4 частей воды).
Древние греки умели выдерживать вино. Некоторые вина хранились в запечатанных глиняных амфорах много лет.

### Рим

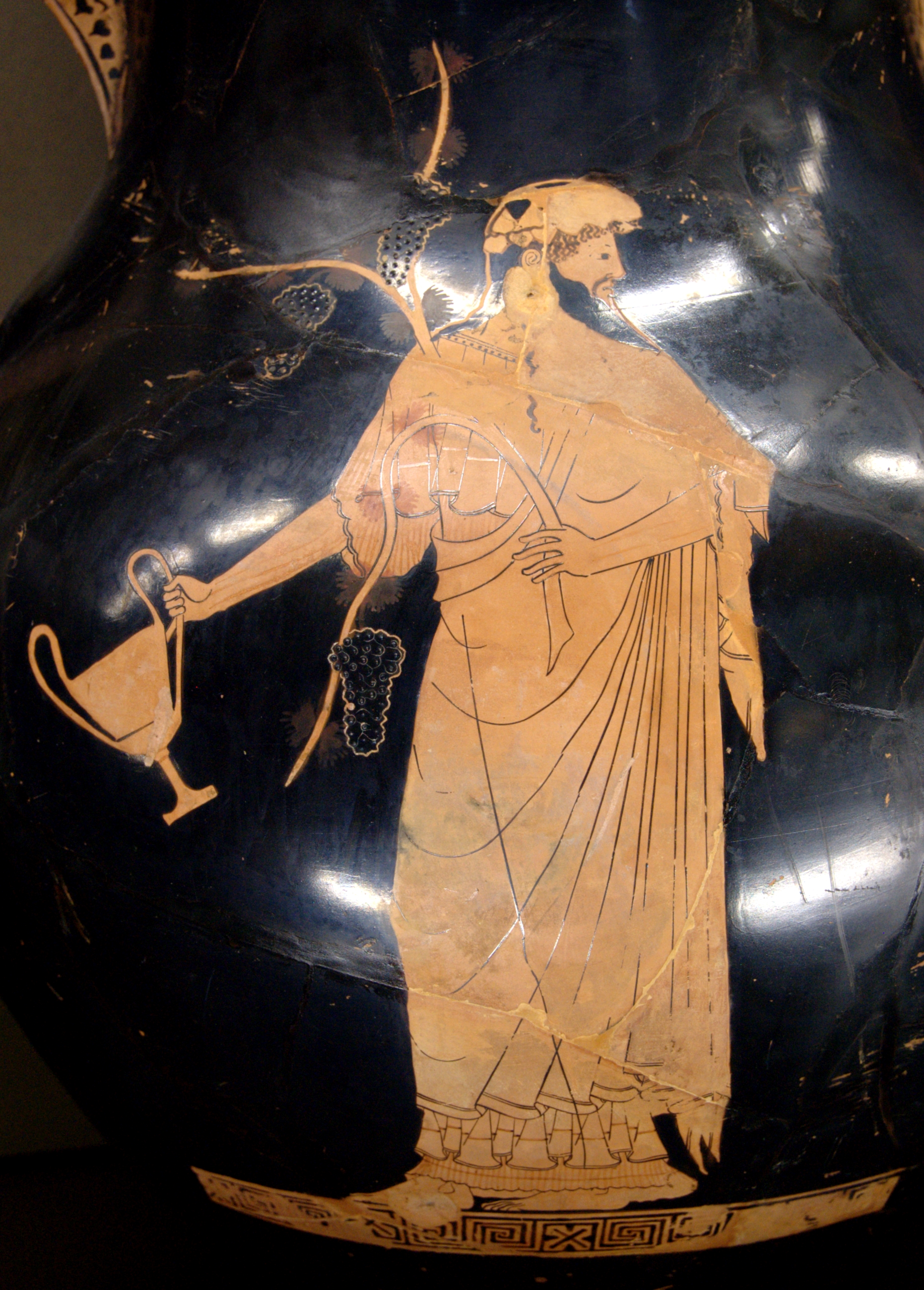
Дионис с канфаром. Амфора работы Берлинского вазописца, Лувр

Вакх (Дионис) — бог растительности, виноградарства, виноделия у древних греков. В Риме его называли Бахус или Либер. Римляне проводили праздники, на которых вино подавали гостям в течение всего дня вместе с тремя переменами блюд.
Римляне считали вино «демократическим» напитком. Вино было доступно рабам, крестьянам, женщинам и аристократам. Чтобы обеспечить стабильные поставки вина для римских солдат и колонистов, во всех частях империи культивировалось виноградарство и виноделие. Римляне разбавляли вино водой. Вино также использовалось для религиозных целей и для подношения богам.
Пиво употреблялось ещё в Древнем Риме, позднее оно постепенно заменялось вином. Тацит пренебрежительно отзывался о пиве германцев.

### Доколумбовская Америка

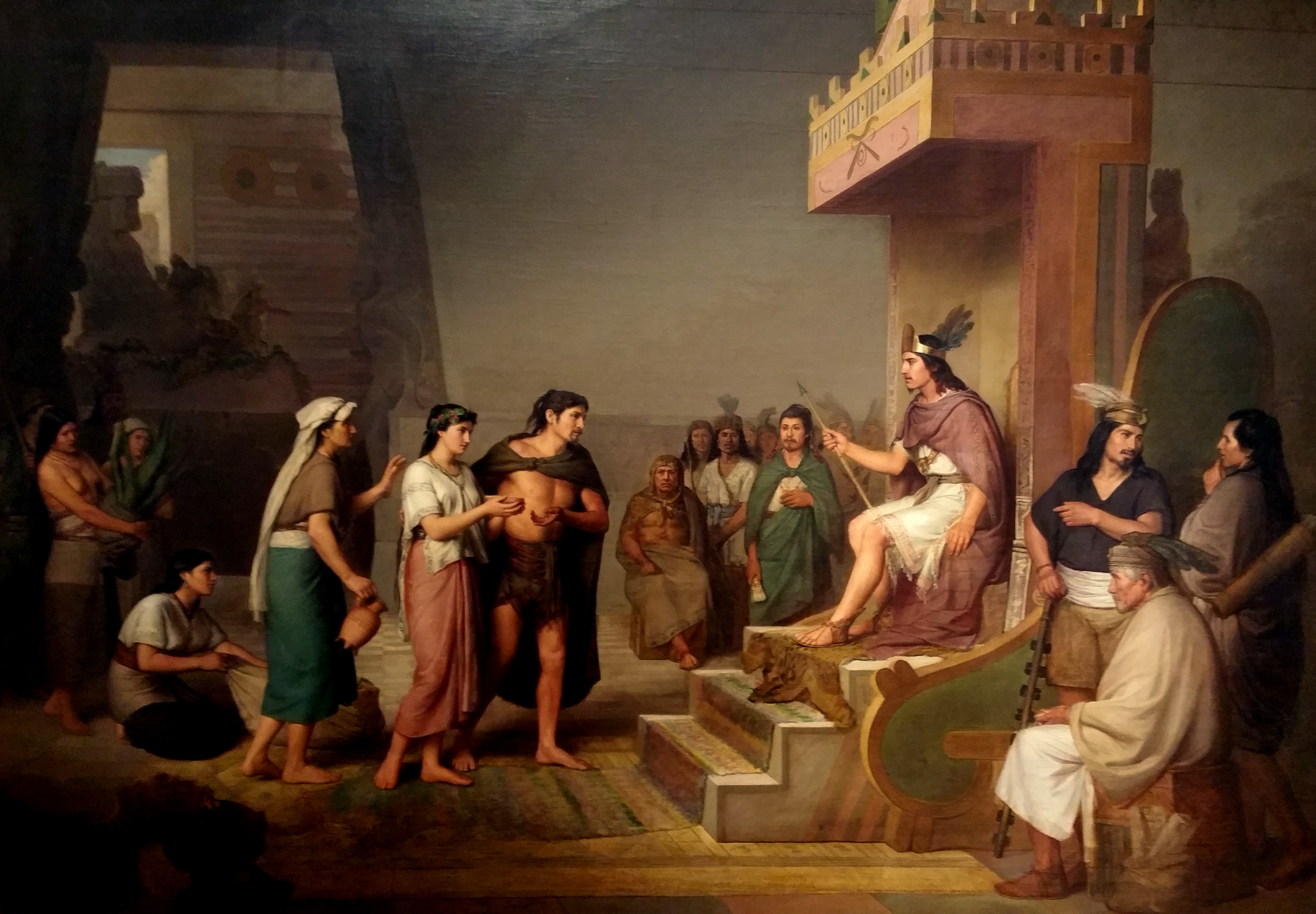
Подношение пульке. XIX в. Мексиканский художник Хосе Обрегон

Ко времени, когда в XV веке европейцы достигли Америки, некоторые индейские племена уже были также знакомы с алкогольными напитками. Есть документы, свидетельствующие об употреблении ацтеками местного «вина» (пульке) во время религиозных обрядов. Люди старше 70 лет могли пить вино свободно.
Выходцы из Южной Америки делали пиво из маниоки или кукурузы. Зерно до наступления брожения разжёвывалось, чтобы превратить крахмал в сахар. Зерно, пережёванное во рту, сплёвывалось в специальные ёмкости, где и производилось брожение.
Напитки такого рода известны сегодня как cauim или чича. Жевательная методика использовалась также в Древней Японии для изготовления сакэ из риса и других культур, содержащих крахмал.
Многие из традиционных напитков индейцев по-прежнему производятся сегодня, к ним относятся:
Пульке — алкогольный напиток, сделанный из забродившего сока агавы. Это традиционный напиток Мезоамерики. В Мезоамерике пульке считался священным напитком, а употреблять его можно было только ограниченному кругу лиц. После испанского завоевания Мексики этот напиток стал доступен всем, его употребление расширилось. В XX веке пульке стал уступать пиву и другим европейским напиткам.
Balché — название медового вина цивилизации Майя. Напиток назван по имени дерева balché (Lonchocarpus violaceus), кора которого ферментируется с водой и мёдом из Meliponini.
Tepache — мягкий алкогольный напиток коренных народов Мексики. Получается брожением в течение трёх дней ананаса с кожурой.
Tejuino— напиток мексиканского штата Халиско, готовится из кукурузы.

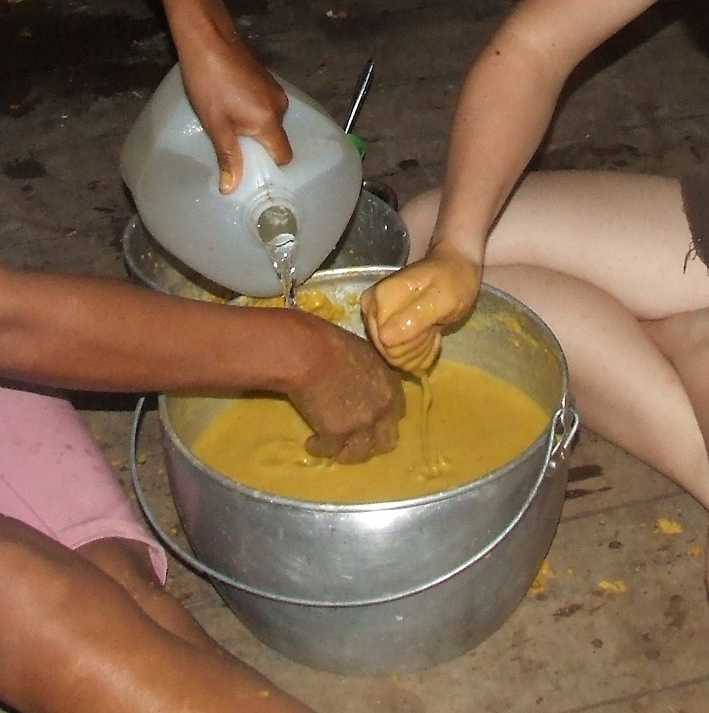
Современное изготовление чичи по традициям народа хиваро

Чича — испанское название любого из традиционных ферментированных напитков района Анд в Южной Америке. Напиток мог быть изготовлен из кукурузы, маниоки или фруктов.
Во времена Империи инков женщин обучали приёмам варения чичи в Acllahuasis (женские училища). Напиток Чича-де-Жора получали путём сбраживания семян кукурузы, использования солодового сахара, кипячения сусла и сбраживания его в течение нескольких дней в больших чанах. Напиток использовали для ритуальных целей и потребляли его в огромных количествах во время религиозных праздников. В настоящее время его всё ещё производят на юге Перу и в Боливии.
Cauim является традиционным алкогольным напитком американских индейцев Бразилии доколумбовых времён. Его и сегодня изготавливают в отдалённых районах Панамы и Южной Америки. Cauim очень похож на чичу, готовится при брожении маниоки или кукурузы, иногда его сдабривают фруктовыми соками. Индейцы Куна из Панамы используют для производства напитка бананы. Характерной особенностью напитка является то, что исходное сырьё сначала разжёвывается.
Tiswin— мягкий, сброженный, церемониальный напиток, получаемый из различных культур юго-запада США и Северной Мексики. Апачи делали «tiswin» из кукурузы, в то время как Папаго варили tiswin, используя сагуаро.
Племена Ирокезы используют для производства слабо алкогольных напитков ферментированный сок сахарного клёна.

### Африка к югу от Сахары
Пальмовое вино играло важную социальную роль во многих африканских обществах.
Алкогольные напитки существовали по всему африканскому континенту. Напитки производили путём ферментации сорго, пшена, бананов или, как в современные времена — кукурузы или маниоки.

## Средневековый период

Схема перегона спирта

В Европе во времена Средневековья повседневным напитком для людей всех сословий и возрастов было пиво. Документ того времени упоминает монахинь, имеющих денежное пособие, измеряемое в размере шести пинт пива на каждый день. В эти годы были широко доступны такие алкогольные напитки, как сидр и яблочное вино; виноградное вино оставалось прерогативой высших классов.
При антисанитарии средневековой Европы потребление алкогольных напитков помогало избегать заболеваний, передающихся через воду, таких как холера. Пить вино и пиво было безопаснее, чем воду, которая, как правило, бралась из загрязнённых источников. Содержащийся в напитках спирт способствовал их дезинфекции и сохранности в течение нескольких месяцев. По этой причине их хранили на борту парусных судов, как важный (или даже единственный) источник жидкости для экипажа, особенно во время дальних плаваний.
Алкоголь также является эффективным обезболивающим средством, он служил людям источником энергии, необходимой для тяжёлой работы.
Потребление алкоголя в это время распространилось значительно шире, чем в античности, в том числе среди духовной элиты и среди женщин. Ваганты опробовали алкоголь, как способ бросить вызов существующей социальной системе, одновременно введя в культуру множество идей и образов, связанных с питьём алкогольных напитков.

### Дистилляция этилового спирта

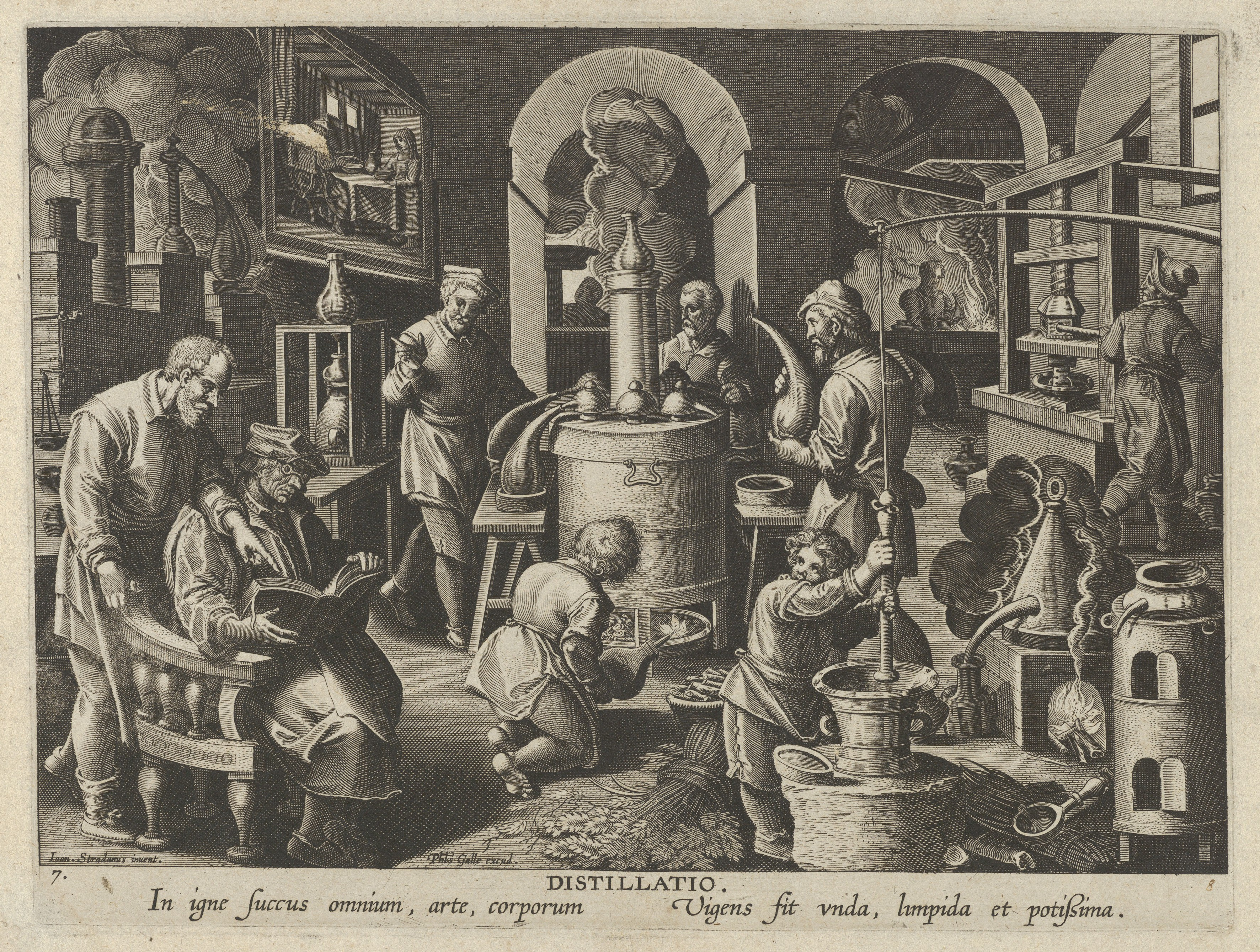
Голландская гравюра «Изобретение дистилляции» (около 1600 года)

Первые упоминания о перегонке этилового спирта C2H5OH обнаружены у греческих алхимиков, работавших в Александрии в I веке нашей эры. Исследователь виски Фред Минник в книге «Нерассказанная история о том, как женщины спасли бурбон, скотч и ирландский виски» (англ. The Untold Story of How Women Saved Bourbon, Scotch, and Irish Whiskey) популяризировал высказанное ранее предположение, что алхимик Мария Коптская, вероятно, создала первый перегонный куб, соединив два полых сосуда трубкой. Жидкость нагревалась в первом сосуде для создания ароматических паров, охлаждалась, а затем отводилась по трубке во второй сосуд (приёмник). 
Более традиционным является воззрение, что перегонный куб изобрели в VIII или IX веке арабские алхимики, чтобы получать более тонкие эссенции для духов либо в попытке превратить неблагородный металл в золото. В XI веке, у Авиценны, дистилляция упоминается как метод получения эфирных масел. Среди изобретений «отца химии» Джабира ибн Хайана был самогонный аппарат для производства спирта. Араб Аль-Кинди и перс Мухаммад ибн Закария Аль-Рази также использовали перегонку в своих алхимических экспериментах.

Перегонка спирта в Китае была известна во времена династии Хань (I—II в.), но археологические раскопки указывают на то, что широкое распространение дистилляции спирта получила во времена династий Цзинь и Сун (X—XIII век). 

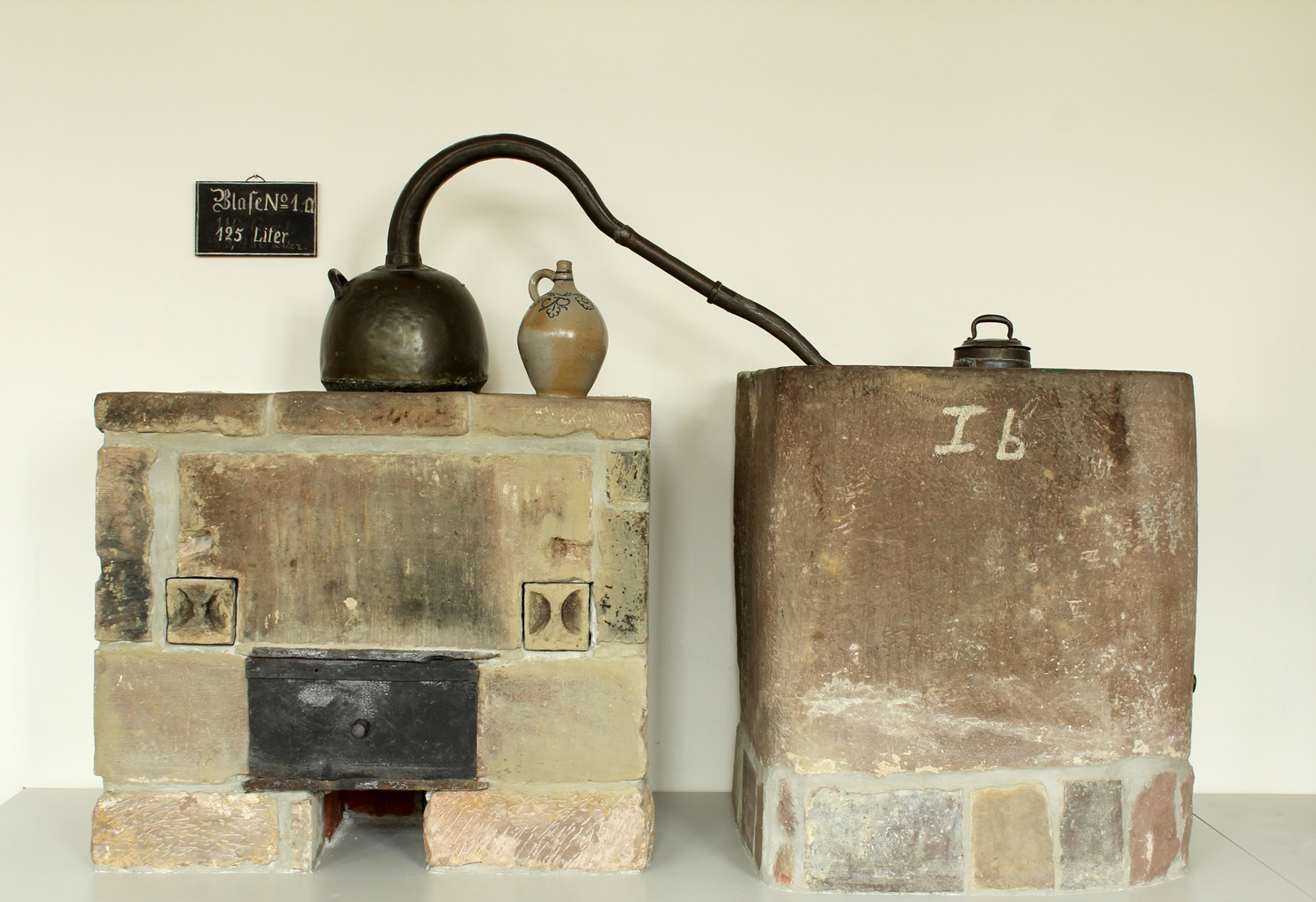
Перегонный аппарат немецкой винокурни XVIII века

Судя по работам медиков Салернской врачебной школы, в христианской Европе дистилляция алкоголя стала известна к XII веку. В 1500 году алхимик Иероним Брауншвейгский опубликовал Liber de arte destillandi («Книга об искусстве дистилляции») — первый трактат о перегонке жидкостей. Английскому медику Джону Френчу принадлежит первое на английском языке практическое руководство, касающееся перегонки спирта (The Art of Distillation, 1651).
Развитие технологии дистилляции сделало возможным массовое изготовление крепких спиртных напитков. Торговля такими напитками стала принимать заметный масштаб к XVI веку, однако первые упоминания появляются существенно раньше: 1334 год — коньяк, 1485 — английские джин и виски, 1490—1494 — шотландский виски, 1520—1522 годы — немецкий брантвайн (шнапс), конец XV-начало XVI века — русская и польская водка (хлебное вино). Разные виды таких напитков стали известны под термином лат. aqua vitae — «вода жизни». Так называли гэльский виски, французский коньяк и, возможно, водку; этот же термин дал название скандинавскому алкогольному напитку крепостью 37,5—50 % — аквавит.

## Новое время

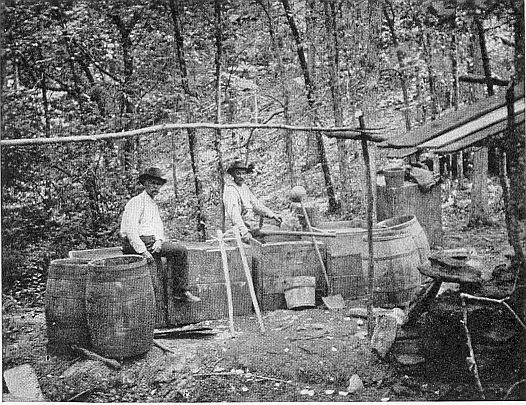
Самогонщики в штате Кентукки, 1911 г.

В раннее Новое время (1500—1800) протестантские лидеры (даже таких строгих конфессий, как пуритане) рассматривали алкоголь как Божий дар, который создан для удовольствия и поддержания здоровья людей, однако злоупотребление этим даром (то есть пьянство) рассматривалось как грех.
До начала XVIII века отношение к выпивке было положительным при умеренном потреблении, пьянство же осуждалось. Несмотря на пропагандируемый церковью идеал умеренности, потребление алкоголя в целом было высоким: не менее 100 литров на человека в год (по состоянию на XVI век). В Вальядолиде, Испания и Польше крестьяне потребляли до трёх литров пива в сутки. В Ковентри (Англия) среднее количество потреблённого пива и эля составляло около 17 пинт на человека в неделю. Шведы потребляли пива в 40 раз больше, чем сейчас. Английские моряки получали галлон пива в день, в то время как солдаты получали две трети галлона (галлон — мера объёма в английской системе мер, соответствующая от 3,79 до 4,55 литра, в зависимости от страны употребления). В Дании привычное потребление пива составляло один галлон в сутки для взрослого человека. Современное пиво (3-5 % спирта) намного крепче, чем пиво в прошлом (около 1 % спирта).
Большинство вин, производимых в Северной Европе того времени были легкотекучими, светлого цвета и с низким уровнем алкоголя. Такие вина не могли выдерживаться и довольно быстро обращались в уксус. Производители вин не считали необходимым нести затраты на выдержку вина. К XVI веку выдержанные вина делались только в странах Средиземноморья. В XVII веке произошли два события, которые коренным образом изменили винодельческую промышленность в производстве выдержанных вин. Первое — использование пробки и стеклянных бутылок, что позволило хранить вина в практически герметичной среде; второе — рост популярности креплёных вин, таких как портвейн, мадера и херес. Добавление алкоголя использовалось в качестве консерванта, позволяя винам выдерживать длительные морские путешествия в Англию, Америку и Ост-Индию.
Производство и распространение крепких спиртных напитков проходило медленными темпами. На протяжении всего XVI века их пили в основном для лекарственных целей. В шестнадцатом веке был создан самогон. Слово «самогон» в значении произведённого в домашних условиях напитка появилось в России в 1917 году. Самогон является продуктом дистилляции браги, в отличие от него водка не является дистиллятом — она производится из спирта, полученного методом ректификации в специальной ректификационной колонне.
В XVII веке дебютировало игристое шампанское. Одним из первых пропагандистов игристого вина был французский монах Периньон. Пьер Периньон внёс ряд новшеств в технологию его производства, открыл возможности купажирования, соединял соки разных сортов винограда, стал разливать вина в бутылки с толстым стеклом, что позволяло безопасно удерживать углекислый газ, который ранее разрушал бочки. Периньон одним из первых стал делать затычки в бочках из коры пробкового дуба.

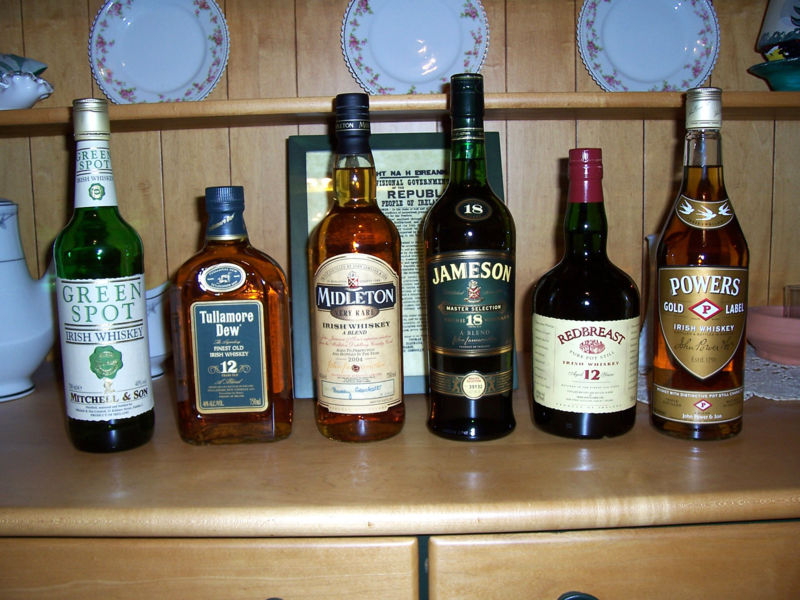
Ирландский виски

Зерно было исходным продуктом для виски. Его происхождение неизвестно, но в Ирландии и Шотландии оно производилось на протяжении веков. Первое письменное упоминание о виски в Ирландии относится к 1405 году, производство виски из ячменя впервые упоминается в Шотландии в записях 1494 года.
Напиток, известный как джин (в нидерландском языке означает «можжевельник»), получают путём добавления в спирт можжевёловых ягод. Французы изменили название на genievre, англичане изменили на «geneva», а затем модифицировали на «джин» («gin»). Изначально его использовали в медицинских целях. В 1690 году в Англии был принят «Закон о поощрении перегонки коньяка и спиртов из зерна», и в течение четырёх лет годовой объём производства крепких спиртных напитков, главным образом джина, достиг почти миллиона галлонов. Слово «corn» в Британском английском языке того времени означало «зерно» в целом, в то время как в американском варианте английского языка оно относится, главным образом, к сахарной кукурузе.
В XVIII веке британский парламент принял законы, направленные на поощрение использования зерна для перегонки спиртных напитков. В 1685 году потребление джина в Англии составляло чуть более полумиллиона галлонов, но к 1714 году уже достигло двух миллионов галлонов. В 1727 году производство достигло пяти миллионов галлонов; шесть лет спустя здесь было произведено одиннадцать миллионов галлонов джина.
Английское правительство активно способствовало производству джина для использования излишков произведённого зерна и для повышения доходов. Поощряемые государственной политикой, дешёвые напитки наводнили рынок. В их употреблении растущая городская беднота Лондона находила утешение в суровых реалиях городской жизни. Наступила так называемая эпидемия джина.

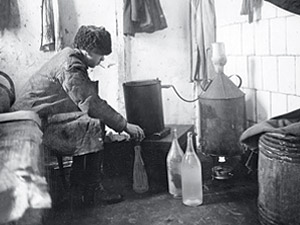
Самогонщик за варкой напитка

Для уменьшения негативных последствий парламент в 1736 году принял закон о запрещения продажи джина в количестве более двух литров и резком повышении на него налогов. Однако, пик потребления напитка был достигнут спустя семь лет, когда страна в шесть с половиной миллионов человек пила по 18 миллионов галлонов джина в год. Большая часть напитка употреблялась в Лондоне и других городах; в сельской местности население в значительной степени употребляло пива, эль и сидр.
Впоследствии потребление джина резко сократилось. Из восемнадцати миллионов галлонов в 1743 году оно снизилось до чуть более семи миллионов галлонов в 1751 году и менее чем двух миллионов — в 1758 году. Ряд факторов привёл к ограничению потребления джина — производство более качественного пива с более низкими ценами, рост цен на зерно и налоги, временный запрет на самогоноварение, критика пьянства, новый стандарт поведения, который критиковал излишество в употреблении спиртного, увеличение потребления чая и кофе.
В XVIII веке пьянство в Европе было нормой жизни. XIX век, с его индустриализацией и необходимостью в производстве надёжной рабочей силы, приводил к ограничению употребления спиртного. Пьянство рассматривалось, как угроза росту промышленного производства.
В 1786 году Антонио Бенедетто Карпано основал в Турине первое промышленное предприятие по выпуску вермута — креплёного вина, ароматизированного полынью, а также фруктами, пряными и лекарственными растениями.

### Колониальная Америка

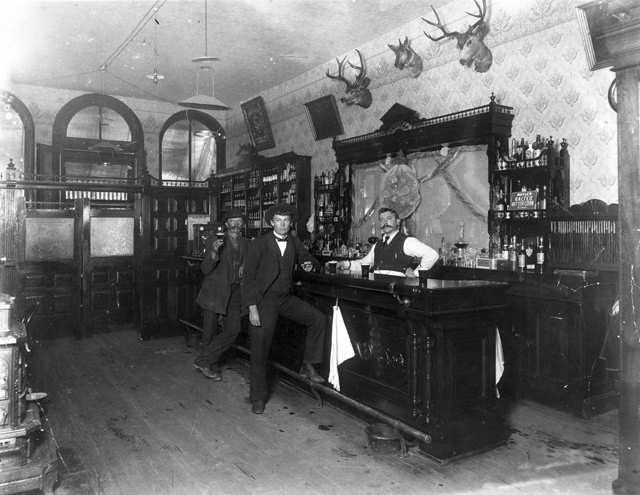
Внутренний вид питейного заведения Toll Gate Saloon в Блэк Хок, Колорадо (1897)

Алкогольные напитки играли важную роль в колониальной истории США.
В Англии и в Новом Свете люди обоих полов и всех возрастов, как правило, во время еды пили пиво. Поскольку импорт пива был слишком дорог, первые поселенцы варили своё собственное пиво. Дикий хмель рос в Новой Англии, но семена хмеля заказывались в Англии для того, чтобы вырастить достаточный запас хмеля для производства традиционного пива. Колонисты также варили самодельное пиво, изготовленное из еловых веточек, которые отваривали в воде, а также имбирное пиво.

### Отказ от алкоголя
С давних временен потребление алкоголя, как неумеренное, так и в принципе, вызывало реакцию отдельных общественных фигур и целых групп населения. Целые группы общества, вынужденно или добровольно, отказывались от употребления алкоголя. Первый сухой закон в истории приписывается легендарному китайскому правителю Юю Великому.
В древности безалкогольная традиции развивались, как правило, без прямой конфронтации с традиционной культурой потребления алкоголя. В эпоху средневековья, при том что алкогольная традиция был намного влиятельней, а среди учёных преобладало благожелательное отношение к алкоголю, антиалкогольные выступления становятся острее, и сторонники разных образов жизни чаще вступают в конфликт, выступают со взаимными обвинениями. Однако, в целом вопросы пьянства и трезвости не занимали заметного места в общественном сознании.
С начала XIX века безалкогольная (трезвенническая) традиция получила заметное развитие, возникали общества трезвости, чаще принимались сухие законы, запрещающие производство и распространение алкогольных напитков. Наибольшее развитие трезвеннические идеи получили в Германии и Скандинавии; в России трезвенническая традиция имеет прерывистый, «пульсирующий» характер.

#### В христианстве
Отношение к алкоголю в христианстве разделилось на позиции модерационизма, абстенционизма и прогибиционизма. Модерационизм разделяется католиками, православными, протестантами и др. Модерационисты утверждают, что алкоголь является даром Бога, который используется в Евхаристии, и выступают за его умеренное употребление. Позиции абстенционизма занимают многие баптисты, пятидесятники, назорейцы, методисты и другие евангельские и протестантские группы. Они считают, что потребление алкоголя не является по своей природе греховным. Прогибиционисты воздерживаются от употребления алкоголя — они считают, что Бог требует воздержания во всех обстоятельствах.

## Россия
В дохристианскую эпоху алкоголь на Руси употреблялся на языческих пиршествах (княжеские пиры, игрища). Хмельными напитками считались сбродивший мёд и пиво. Их варили каждый для себя, соответственно своим нуждам. Часто напитки варили семьями, миром. Сваренный напиток звался мирской бражкой или мирским пивом.
Православие строго регламентировало употребление спиртного и играло сдерживающую роль в отношении его злоупотребления.
При Петре I существовала монополия государства на производство алкоголя. Она обеспечивала десятую часть его доходов. Так, в 1724 году казна получила от продажи «вина» 969 тыс. рублей. При этом на строительство Санкт-Петербурга тогда тратилось около 300 тыс. рублей в год. Для увеличения казённых доходов от алкоголя было запрещено «винокурение» в церквях и монастырях. Дворяне получили право производить для собственных нужд водку в количестве от 30 до 1000 вёдер в год. Норма зависела от чина, при этом употреблять водку разрешалось только в поместьях. Крестьянам и горожанам разрешалось варить для себя мёд и пиво.

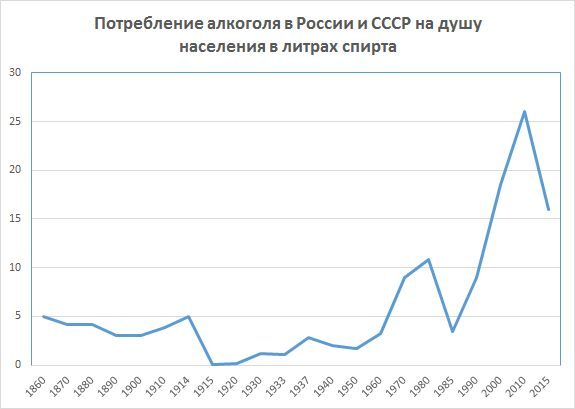
Употребление алкоголя в России и СССР

В рамках «великих реформ» в 1863 году вместо государственной монополии был введён «винный акциз». С этого времени производить и продавать водку мог любой после оплаты государству 10 рублей за ведро чистого алкоголя. Но алкоголь из винограда акцизом не облагался. Особые акцизы надо было платить на пиво и хмельной мёд. Этот акциз ввёл в обиход 40‑градусную водку. Ранее водка имела крепость 38 %, но при расчётах акцизного сбора было легче оперировать числом 40. Министр финансов Рейтерн Михаил Христофорович приказал, согласно новому «Уставу о питейном сборе», установить крепость водки в 40 %.
В рабочей и крестьянской среде на рубеже XIX и XX веков употреблялись напитки со спиртосодержащими суррогатами, такими как одеколон, денатурированный спирт и политура; кроме того, производились несколько видов домашних спиртных напитков.
Так, согласно отчётам по выявлению тайного самогоноварения в Покровском уезде Владимирской губернии, помимо пива домашнего приготовления производились три разновидности браги — «бражка», «кумышка» и «обыкновенная брага». «Бражка» готовилась из солода, дрожжей и сахара за один день, «кумышка» требовала пяти дней и добавки хмеля, «обыкновенная брага» готовилась с добавлением муки и хмеля пятидневным брожением в печи.
Домашнее пиво, которое по крепости значительно превосходило пиво заводского изготовления, изготовлялось перед сельскими храмовыми престольными праздниками в особо устраивавшихся близ ручьёв и речек пивоварнях..
В Первую мировую войну в России для низших слоёв населения был введён «сухой закон». Сухой закон не распространялся на рестораны первого разряда. Там бутылка шампанского стоила 12 рублей, что при средней зарплате рабочего в 20 рублей в месяц делало её недоступной. «Сухой закон» способствовал росту в стране самогоноварения.
После Октябрьской революции, 19 декабря 1919 года, Совет народных комиссаров РСФСР издал постановление «О воспрещении на территории РСФСР изготовления и продажи спирта, крепких напитков и не относящихся к напиткам спиртосодержащих веществ». Тем не менее самогон в стране оставался распространённым алкогольным напитком. В 1922 году было обнаружено 94 тыс. случаев самогоноварения, в 1924 году - уже 275 тысяч. Правительству пришлось ввести винную монополию, и в 1925 году продажа водки была расширена. Начала развиваться промышленность по производству вина и водки, при этом увеличивалось и потребление спиртного. Только за два года, с 1925 по 1927 год оно увеличилось более чем в 4 раза (без учёта самогона).
В годы Великой Отечественной войны солдатам полагалось по 100 г. водки в день, при этом производство алкоголя к 1944 году снизилось в 5 раз. Довоенное производство крепкого алкоголя восстановилось только к 1955 году. В последующем производство и потребление алкоголя постоянно увеличивалось.
В 1972 году вышло постановление «О мерах по усилению борьбы против пьянства и алкоголизма». При этом создавались вытрезвители, прекращалось производство водок крепости в 50 и 56 %. Указ 1985 года «Об усилении борьбы с пьянством» привёл к вырубке в СССР четверти виноградников.

### Медовые напитки
Большинство народов Европы, включая древних славян, готовило алкогольные напитки на основе мёда.
В археологических раскопках святилищ 7—6 тыс. до н. э. найдены изображения циклов производства мёда. У древних индоевропейцев считалось, что в загробном (небесном) мире текут медовые реки, являющиеся источниками медового дождя. Медовый напиток ассоциировался с идеей бессмертия.
У славян медовый напиток сопровождал религиозные приношения и пиршества. К медовым напиткам относятся: медовые вина, ставленый мёд, хмельной мёд, варёный мёд, Пуре, медовуха (5 — 16 %), сбитень, тэж и др.
Медовое вино изготовляли путём растворения в воде пчелиного мёда и других компонентов (пряности, коренья, ягоды, пыльца), сбраживанием сусла, выдерживанием в течение определённого времени, пастеризацией, фильтрованием, купажированием и разливом. Напиток пуре готовится на основе мёда и перги с использованием «пивных» и «винных» технологий.
Десертные вина из мёда употребляют в охлаждённом виде.
В настоящее время ежегодно в Татьянин день в Московском государственном университете для студентов и преподавателей проводится традиционная церемония разлива медовухи.

### Водка

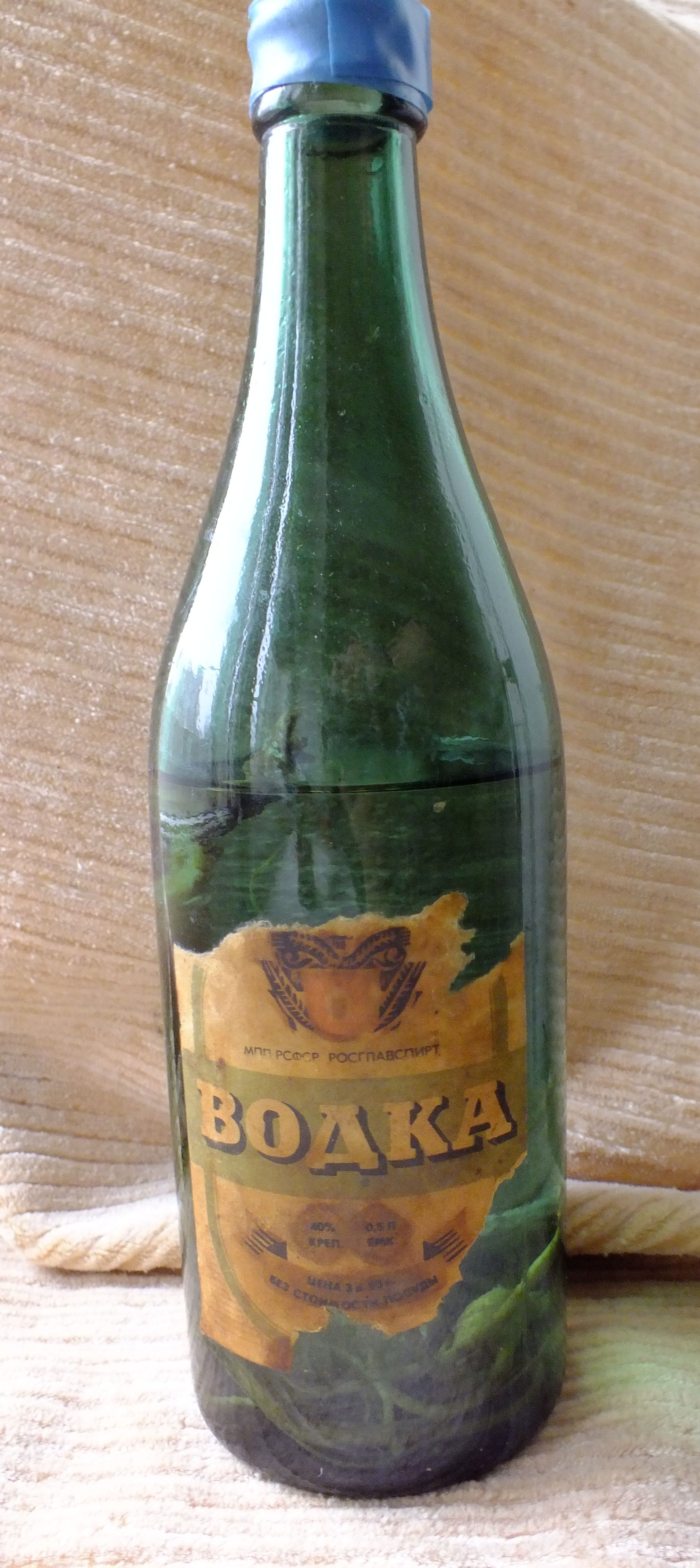
Бутылка из-под водки за «три шестьдесят две». СССР, Начало 1970-х гг.
Цена 3 руб. 50 коп. без стоимости посуды, 3 руб. 62 коп. со стоимостью посуды

Водка — крепкий алкогольный напиток, традиционный для России и Польши. До конца XIX века водку получали дистилляцией (перегонкой браги в кубе), позднее — разведением ректификованного спирта водой до требуемой концентрации. Традиционно спирт для водки изготавливался из ржи и пшеницы, с XIX века — из картофеля. В Евросоюзе требуется особо маркировать водку, сделанную из других видов спирта, и введена минимальная крепость водки в 37,5 % об. По российским стандартам крепость водки составляет 40—45, 50 или 56 объёмных процентов.
В русских источниках крепкие напитки — предшественники водки («варёное вино», «перевар»), упоминаются в 1399 году, а само слово «водка» впервые зафиксировано в 1533 году (в значении «лекарственная настойка»). Водка («хлебное вино», «горячее вино», «куреное вино», «жжёное вино») стала широко известна в XVI веке, по Похлёбкину, её изобретение относится к Московской Руси XV века.
Ещё в XVIII веке под водкой прежде всего понимались водки, которым приданы дополнительные вкус, аромат (запах) или цвет с помощью трав, ягод или фруктов. В то же время бесцветную и «чистую» водку ещё и в XIX веке продолжали именовать вином..
Ранее некоторые дворяне в России считали престижным производить водки с ароматизаторами на все буквы русского алфавита. Среди них были водки: Анисовая, Берёзовая, Вишнёвая, Грушевая, Дынная, … Шалфейная, Щавелевая, Эстрагонная, Яблочная и др.
Во время застолий помещики устраивали развлечение — гости наливали в рюмку по несколько капель водок с названиями на каждую букву задуманного слова. Хозяин должен был по вкусу получившегося «коктейля» определить задуманное слово. Изобретательность составителей смесей свидетельствовала о высокой культуре питья, так как при этом надо было сохранять ясность ума, способность выделять оттенки аромата из сложной смеси.
В настоящее время в мире на долю реализации водки среди крепких напитков приходится около 20 % в денежном выражении. Это почти вдвое превышает объёмы реализации виски и вчетверо коньяка и бренди. Ежегодно в мире потребляется 7-8 млрд бутылок легально произведённой водки. Общая стоимость этой водки составляет примерно $45 млрд. На Россию приходится около 35 % мирового потребления.
В стоимостном выражении тройка стран-лидеров по потреблению водки: США (39 %), Россия (24 %), Польша (11 %). 20 % водки потребляется на Украине, в Белоруссии, Казахстане, Германии, Англии, Румынии и Узбекистане.